# Albatros (együttes)
Az Albatros olasz könnyűzenei együttes volt 1974 és 1978 között. Rockzenét és popzenét játszottak, de hírnevet csak Olaszországban szerzett az együttes. Frontembere, egyben a gitáros és billentyűs Toto Cutugno volt, aki az együttes feloszlása után szólistaként vált Európa-szerte ismertté.

## Az együttes története
Toto Cutugno már korábban is játszott együttesekben, de a legismertebb zenekara az Albatros volt, melyet ő maga alapított. Az együttessel kétszer is fellépett a Sanremói Dalfesztiválon.
Az együttes kisérte Joe Dassint a l'ete indian (Indián nyár) című kislemezén.

## Diszkográfia

### Stúdióalbumok
- Volo AZ 504 (1976)